# Toni Vilander
Toni Vilander, né le 25 juillet 1980 à Kankaanpää, est un pilote automobile finlandais.
Depuis 2007, il pilote dans différents championnats de Grand Tourisme pour l'écurie AF Corse et Risi Competizione.

## Biographie
Toni Vilander a piloté en Formule 3 et Formule 3000 Italienne avant de passer en GP2 Series en 2005. Il court depuis en Grand Tourisme, et a fait une apparition en championnat FIA GT. Avec Jean Alesi et Giancarlo Fisichella, il participe aux 24 Heures du Mans 2010 au volant d'une Ferrari F430 de l'écurie AF Corse. C'est avec cette même équipe qu'il participe aux Le Mans Series, au Championnat du monde d'endurance FIA et au Championnat du monde FIA GT1.

## Palmarès

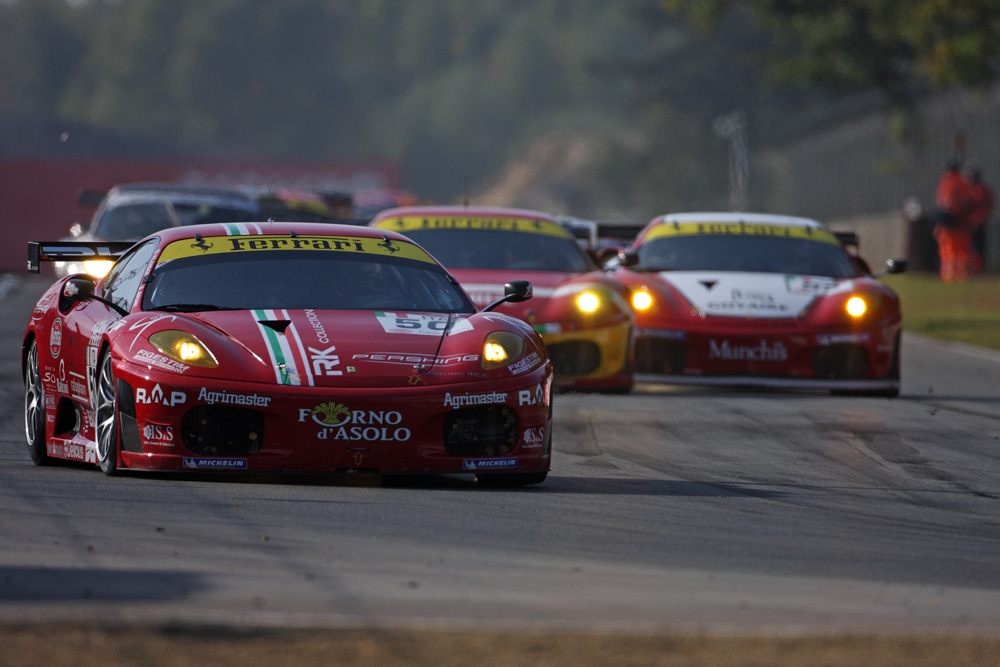
La Ferrari F430 GTC à Zolder en FIA GT 2008

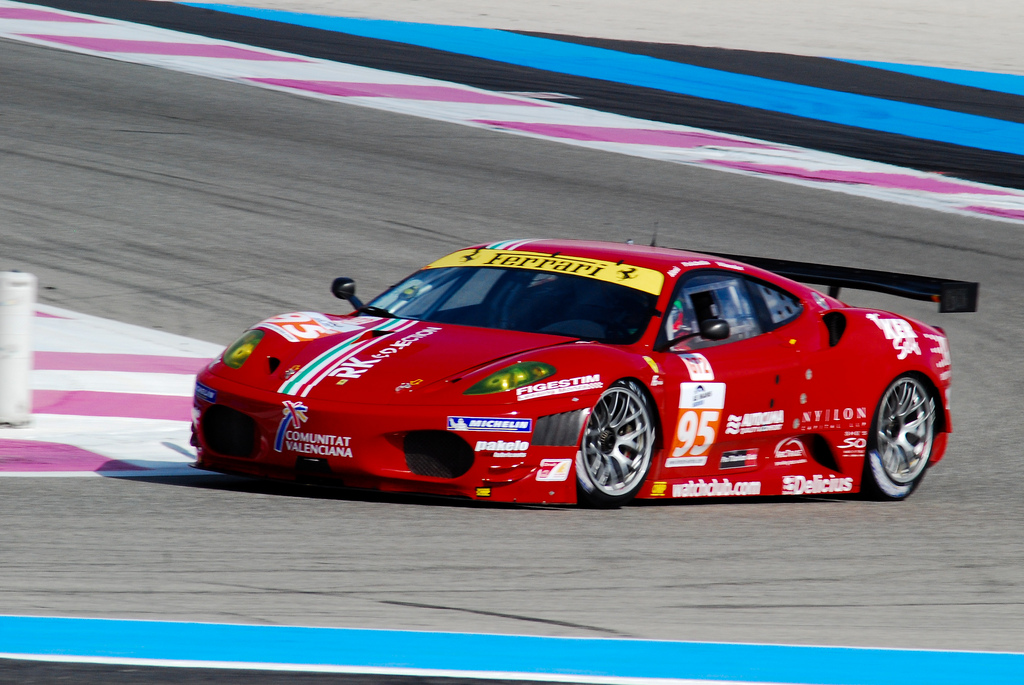
La Ferrari F430 GT d'AF Corse aux 8 Heures du Castellet 2010

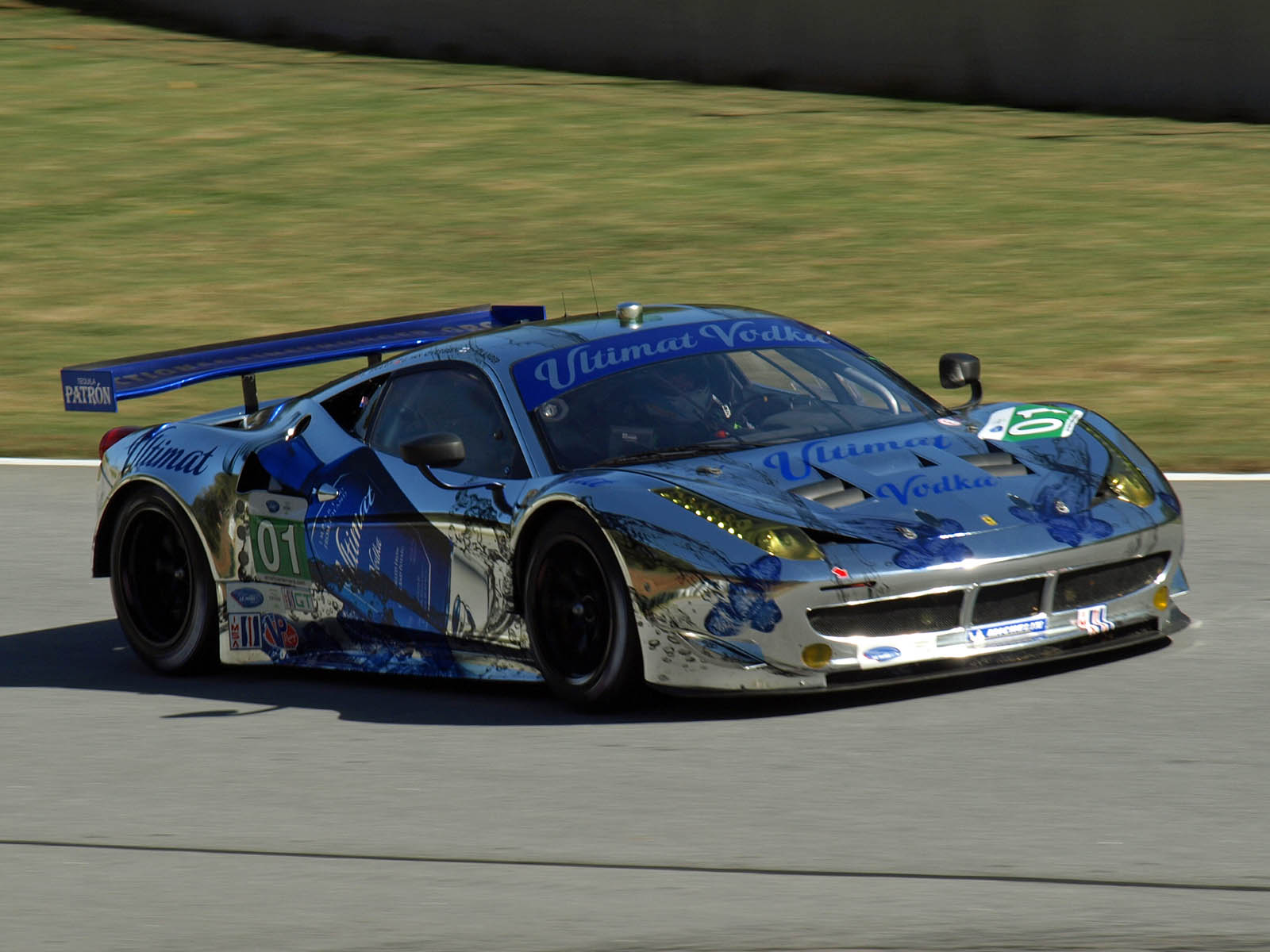
La Ferrari 458 GTC d'Extreme Speed Motorsports au Petit Le Mans 2012

- Champion d'Allemagne de karting catégorie KF1 en 1999

- Championnat d'Italie de Formule Renault
  - Champion des Winter Series en 2002
  - Une victoire en 2003[1]

- Championnat d'Italie de Formule 3[2]
  - Vice-champion en 2004
  - Six victoires en 2004

- Championnat d'Italie de Formule 3000
  - Une victoire dans le Championnat de F3000 italienne 2005 sur le Circuit de Vallelunga

- Championnat d'Italie GT
  - Champion en 2006 en compagnie de Giambattista Giannoccaro sur une Maserati MC12  GT1[3]
  - Champion dans la catégorie GT2 en 2005 en compagnie de Alessandro Pier Guidi sur une Ferrari 360 Modena

- Championnat FIA GT
  - Champion dans la catégorie GT2 en compagnie de Dirk Müller en 2007
  - Champion dans la catégorie GT2 en compagnie de Gianmaria Bruni en 2008
  - Vice-champion dans la catégorie GT2 en compagnie de Gianmaria Bruni en 2009
  - Quatorze victoire de catégorie entre 2007 et 2009

- Championnat du monde FIA GT1
  - Vainqueur en 2012 de la course de qualification du Slovakiaring et de la course principale du Nürburgring en compagnie de Filip Salaquarda

- Le Mans Series
  - Vainqueur de la catégorie GTE Pro des 6 Heures d'Imola 2011 en compagnie de Jaime Melo Jr.

- American Le Mans Series
  - Vainqueur en 2011 de la catégorie GT sur le circuit de Road America en compagnie de Jaime Melo Jr.
  - Vainqueur de la catégorie GT du Petit Le Mans 2012 en compagnie de Scott Sharp et de Johannes van Overbeek

- Championnat du monde d'endurance FIA
  - Vainqueur de la catégorie GTE Pro des 24 Heures du Mans 2012 en compagnie de Gianmaria Bruni et de Giancarlo Fisichella
  - Vainqueur de la catégorie GTE Pro des 24 Heures du Mans 2014 en compagnie de Gianmaria Bruni et de Giancarlo Fisichella
  - Champion GTE Pro du Championnat du monde d'endurance FIA 2014 avec Gianmaria Bruni

- Vainqueur des 12 Heures de Bathurst en 2017

## Résultats aux 24 Heures du Mans

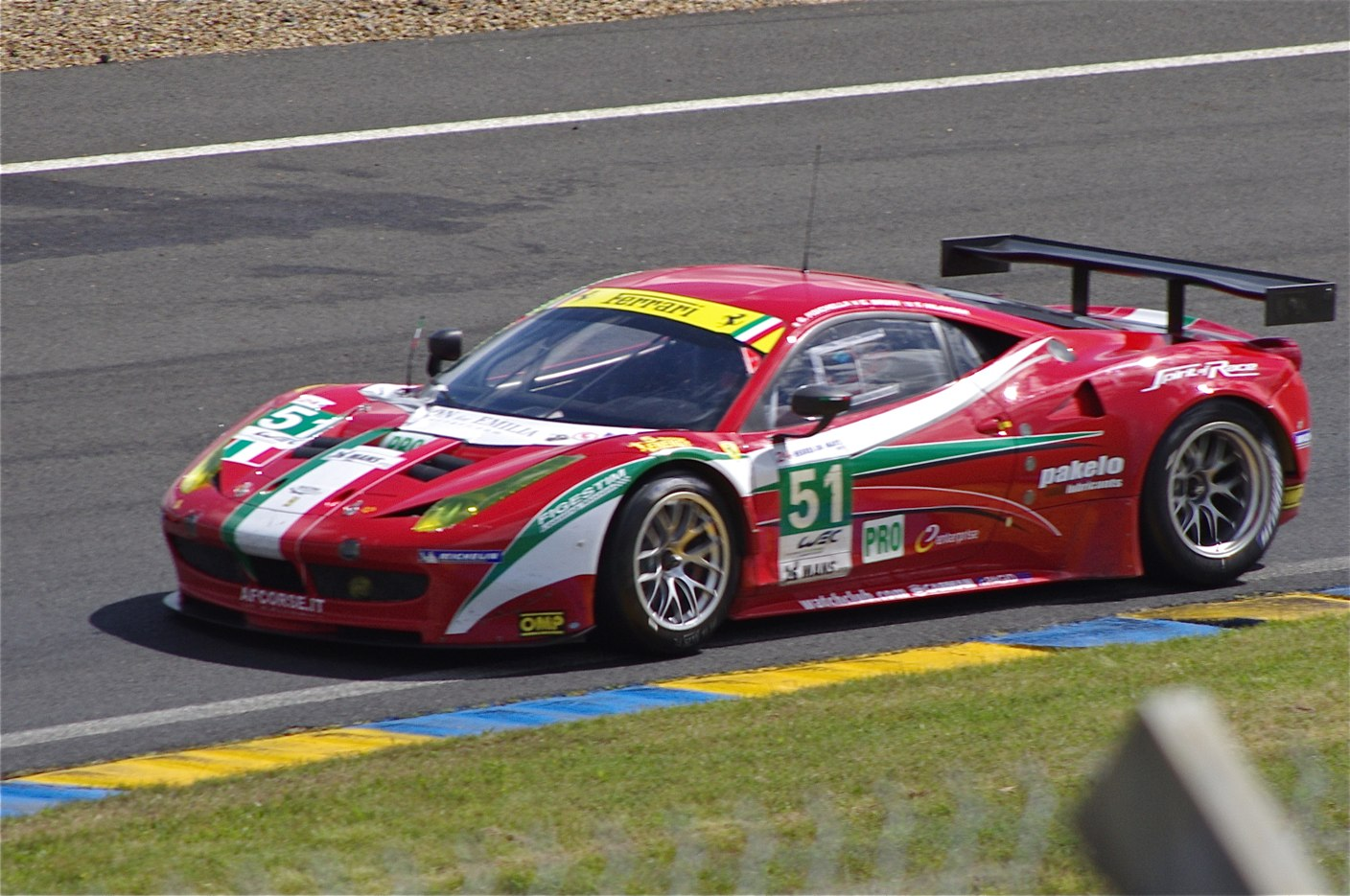
La Ferrari 458 Italia GT2 victorieuse au Mans en 2012.

| Année | Voiture                | Équipe             | Équipiers                               | Résultat                    |
| ----- | ---------------------- | ------------------ | --------------------------------------- | --------------------------- |
| 2008  | Ferrari F430 GTC       | AF Corse           | Thomas Biagi / Christian Montanari      | Abandon                     |
| 2010  | Ferrari F430 GTC       | AF Corse           | Giancarlo Fisichella / Jean Alesi       | 16e                         |
| 2011  | Ferrari 458 Italia GT2 | AF Corse           | Giancarlo Fisichella / Gianmaria Bruni  | 13e                         |
| 2012  | Ferrari 458 Italia GT2 | AF Corse           | Giancarlo Fisichella / Gianmaria Bruni  | 17e et vainqueur en GTE Pro |
| 2013  | Ferrari 458 Italia GT2 | AF Corse           | Olivier Beretta / Kamui Kobayashi       | 20e                         |
| 2014  | Ferrari 458 Italia GT2 | AF Corse           | Giancarlo Fisichella / Gianmaria Bruni  | 15e et vainqueur en GTE Pro |
| 2015  | Ferrari 458 Italia GT2 | AF Corse           | Giancarlo Fisichella / Gianmaria Bruni  | 25e                         |
| 2016  | Ferrari 488 GTE        | Risi Competizione  | Giancarlo Fisichella / Matteo Malucelli | 19e et 2e en GTE Pro        |
| 2017  | Ferrari 488 GTE        | Risi Competizione  | Giancarlo Fisichella / Pierre Kaffer    | Abandon                     |
| 2018  | Ferrari 488 GTE Evo    | AF Corse           | Pipo Derani / Antonio Giovinazzi        | 20e                         |
| 2019  | Ferrari 488 GTE        | WeatherTech Racing | Cooper Macneil / Robert Smith           | 33e et 3e en GTE Am         |